# Tacet

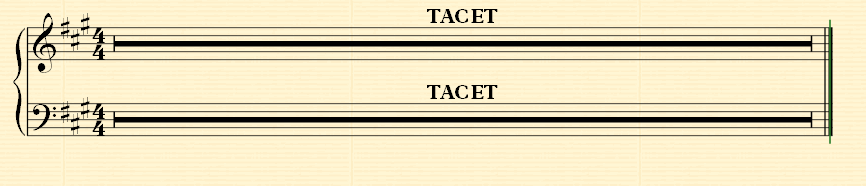
Tacet écrit sur une partition.

Tacet est un terme utilisé dans la musique occidentale pour indiquer qu'un instrument doit rester silencieux pendant toute la durée du mouvement ou pendant un fragment assez long. Le mot latin tacet signifie « il se tait » ou « on se tait ».
L'œuvre 4′33″ de John Cage, destinée à écouter les sons ambiants comme s'il s'agissait d'une composition, est structurée en trois mouvements principaux, la partition de chacun consistant en un chiffre romain (I, II & III), et est annoté TACET.